# Something to Lose
Something to Lose è un singolo della cantante finlandese Lxandra, pubblicato il 16 gennaio 2023.

## Promozione
L'11 gennaio 2023 è stato annunciato che con Something to Lose Lxandra avrebbe preso parte a Uuden Musiikin Kilpailu, il programma di selezione del rappresentante finlandese all'annuale Eurovision Song Contest. Il singolo è stato pubblicato in digitale il successivo 16 gennaio. All'evento, che si è tenuto il 25 febbraio 2023, si è classificata al 6º posto su 7 partecipanti, arrivando seconda nel voto della giuria e ultima nel televoto.

## Tracce
Testi e musiche di Alexandra Lehti, Amy Kuney, Belinda Huang e Minna Koivisto.
1. Something to Lose – 2:55